# 대한민국제헌국회의원동지회
대한민국제헌국회의원동지회(大韓民國制憲國會議員同志會)는 제헌 국회의원의 임기가 끝난 뒤 제헌 국회의원들이 결성한 정치 조직이다. 회원은 모두 제헌 국회의원 출신들로만 이루어졌다. 제헌국회의원동지회, 제헌동지회라고도 한다.

## 역사
1951년 10월, 임시수도 부산에서 설립됐다.
1954년, 제3대 국회의원 선거에서 회원인 박기운이 청주시에 제헌국회의원동지회 소속으로 출마하여 당선되어, 제3대 국회에서 1석을 차지한 원내정당이 되었다.
1965년 7월, 한일기본조약에 반대하는 성명과 1970년 7월, 주한미군 감축계획에 반대하는 성명을 냈다.
1972년 10월, 유신을 지지하는 성명을 냈다.
1983년부터 종로구 효자로7길의 제헌회관 건물로 이전해서 2008년, 마지막 회장인 김인식 전 의원이 별세할 때까지 사용했다. 김인식 전 의원은 마지막 제헌 국회의원으로 거동이 가능할 때까지 제헌회관을 지켰다. 마지막으로 생존해 있던 회원인 김인식 전 의원이 사망함에 따라 제헌국회의원동지회는 역사속으로 사라졌다.
제헌회관 건물은 현재 국회사무처에서 관리하고 있으며, 2013년부터 일반인에게도 개방해 매주 금요일 오전 10시부터 오후 4시까지만 입장할 수 있다. 참고로 입장료는 무료다.